# Хуленбуйр
Хуленбуйр (монг. Хөлөнбуйр) — сомон аймака Дорнод в северо-восточной части Монголии, площадь которого составляет 3773 км². Численность населения по данным 2009 года составила 1776 человек.
Центр сомона — посёлок Баян, расположенный в 130 километрах от административного центра аймака — города Чойбалсан и в 530 километрах от столицы страны — Улан-Батора.

## География
Сомон расположен в северо-восточной части Монголии. На территории Хуленбуйра располагаются горы Цагаан ундур, Хух ундур, Гурван богд, Шилийн холбоо, протекает река Хэрлэн.
Из полезных ископаемых в сомоне встречается строительное сырьё.

## Климат
Климат резко континентальный. Средняя температура января -18° C, июля +20° C. Ежегодная норма осадков 200—250 мм.

## Фауна
Животный мир Хуленбуйра представлен лисами, волками, косулями, манулами, корсаками, зайцами.

## Инфраструктура
В сомоне есть школа, больница.